# Misumena greenae
Misumena greenae là một loài nhện trong họ Thomisidae.
Loài này thuộc chi Misumena. Misumena greenae được Benoy Krishna Tikader miêu tả năm 1965.